# Supercoppa saudita 2022
La Supercoppa saudita 2022 è stata la nona edizione della Supercoppa saudita, svoltasi tra il 25 e il 29 gennaio 2023 a Riad.
L'Al-Ittihad ha conquistato il trofeo per la prima volta nella sua storia.

## Formato
A contendersi il trofeo saranno per la prima volta quattro squadre e non due: l'Al-Hilal, vincitore della Lega saudita professionistica 2021-2022; l'Al-Fayha, vincitore della Coppa del Re dei Campioni 2021-2022; l'Al-Ittihad e l'Al-Nassr, rispettivamente seconda e terza classificata della Lega saudita professionistica 2021-2022.
Le quattro contendenti si affrontano dapprima in una semifinale, poi nella finale che decreterà la vincitrice della coppa.
Tutti i match si disputeranno a Riad, capitale dell'Arabia Saudita, in due stadi: lo Stadio Principe Faisal e lo Stadio internazionale Re Fahd.

## Squadre partecipanti
| Squadra    | Qualificazione                                             | Ultima partecipazione   |
| ---------- | ---------------------------------------------------------- | ----------------------- |
| Al-Hilal   | 1º classificato in Lega saudita professionistica 2021-2022 | Supercoppa saudita 2021 |
| Al-Fayha   | Vincitore della Coppa del Re dei Campioni 2021-2022        | -                       |
| Al-Ittihad | 2ª classificata in Lega saudita professionistica 2021-2022 | Supercoppa saudita 2018 |
| Al-Nassr   | 3ª classificata in Lega saudita professionistica 2021-2022 | Supercoppa saudita 2020 |

## Risultati

### Tabellone
|  | Semifinali | Semifinali | Semifinali |          |            | Finale     | Finale | Finale |  |
|  |            |            |            |          |            |            |        |        |  |
|  | Al-Ittihad | Al-Ittihad | 3          |          |            |            |        |        |  |
|  | Al-Ittihad | Al-Ittihad | 3          |          |            |            |        |        |  |
|  | Al-Nassr   | Al-Nassr   | 1          |          |            |            |        |        |  |
|  | Al-Nassr   | Al-Nassr   | 1          |          | Al-Ittihad | Al-Ittihad | 2      |        |  |
|  |            |            |            |          | Al-Ittihad | Al-Ittihad | 2      |        |  |
|  |            |            | Al-Fayha   | Al-Fayha | 0          |            |        |        |  |
|  | Al-Fayha   | Al-Fayha   | Al-Fayha   | Al-Fayha | 0          | 1          |        |        |  |
|  | Al-Fayha   | Al-Fayha   |            |          |            |            |        |        |  |
|  | Al-Hilal   | Al-Hilal   | 0          |          |            |            |        |        |  |

### Semifinali
| Arbitro: | Marciniak |

|              |           |  |
| Paulinho 21’ | Marcatori |  |

| Arbitro: | Makkelie |

|                                                |           |             |
| Romarinho 15’ Hamdallah 43’ Al-Shanqeeti 90+4’ | Marcatori | 67’ Talisca |

### Finale
| Arbitro: | Rapallini |

|                   |           |  |
| Hamdallah 3’, 48’ | Marcatori |  |